# Гасанов, Рамиз Шамиль оглы
Рамиз Шамиль оглы Гасанов (азерб. Həsənov Ramiz Şamil oğlu; род. 7 апреля 1960, Бёюк Марджанлы, Джебраильский район) — глава исполнительной власти Зангеланского района.

## Биография
Родился 7 апреля 1960 года в с. Бёюк-Марджанлы Джебраильского района.
В 1988 году окончил исторический факультет Бакинского государственного университета.
С октября 2001 по апрель 2011 года являлся заместителем главы аппарата исполнительной власти г. Сумгаит по вопросам образования, здравоохранения и культуры.
Глава исполнительной власти Зангеланского района (с 26 апреля 2011).